# Halvemaansbrug (Amsterdam)

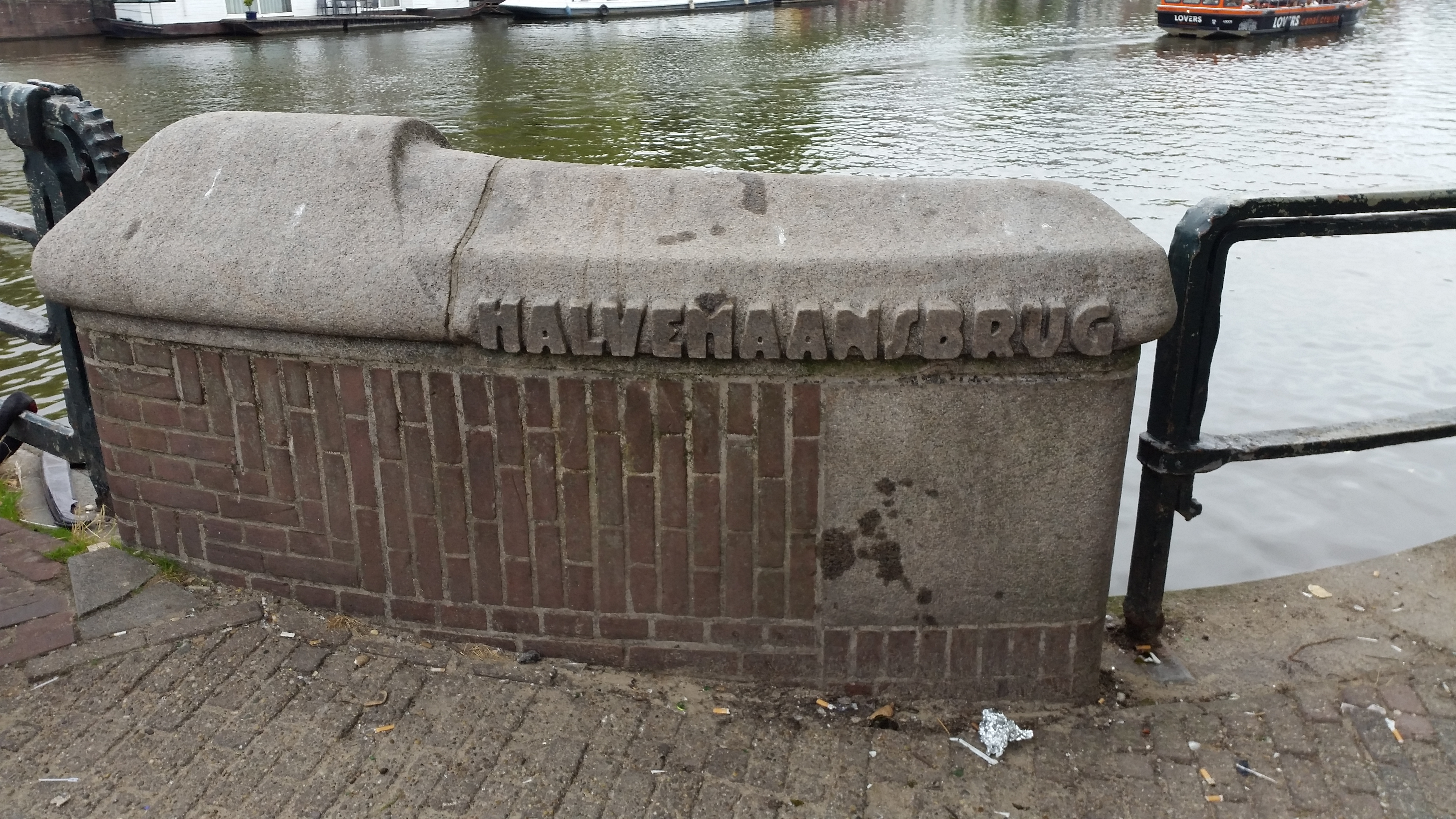
Naam in natuursteen (augustus 2018)

De Halvemaansbrug (brug 221) is een vaste brug in Amsterdam-Centrum.
Hij vormt de verbinding tussen de twee kaden van de Amstel (hier Binnen Amstel genoemd) in de binnenstad van Amsterdam. Aan de noordzijde ligt nog een kade van de Kloveniersburgwal en 's-Gravelandseveer (kade van de Amstel). Aan de zuidkant heet de kade van de Amstel gewoon naar de rivier. Hier leidt de brug rechtstreeks in de Halvemaansteeg. Ten zuidoosten van de brug ligt het theater De Kleine Komedie.
De oorspronkelijke brug werd gebouwd in de 17e eeuw, vermoedelijk 1626. De brug werd in 1863 (met een noodbrug naast de bouwput) vernieuwd naar een ontwerp van toen stadsarchitect Bastiaan de Greef. De brug bestond uit vier vaste overspanningen. De vijfde, middelste, overspanning was een dubbele basculebrug. De brug overleefde toen een wijziging in tenaamstelling aangevraagd door koning Willem III der Nederlanden naar Oranjebrug (de naam werd niet overgenomen). Ook in 1904 werd de brug vernieuwd.
De laatste grote aanpassing volgde in 1939/1940, toen er een vaste plaatbrug naar ontwerp van architect Piet Kramer werd neergelegd. Ook deze brug was nodig in verband met het toenemende en zwaarder wordende verkeer. Kramer had te maken met het feit dat de brug ingekort moest worden. De zuidelijke kade van de Amstel werd onderdeel van de binnenring en werd ter plaatse aanmerkelijk verbreed, hetgeen de brug deed “krimpen” tot circa 50 meter. Kramers brug heeft vier overspanningen. Hoewel ze gebouwd werd met geld uit het werkfonds, is ze toch nog enigszins versierd. Er zijn zeediervormige granieten sluitstenen, het jaartal 1939 is uit een van de sluitstenen gebeiteld, zijn granieten blokjes ontbreken niet. Ook zijn de balustrades versierd (een serie aan elkaar gesmede metalen staven). De naam van de brug is anders dan bij andere Amsterdamse bruggen niet aangebracht op de leuningen, maar uit twee van de sluitstenen gebeiteld. Tijdens de aanleg voer een pontje (voetveer) heen en weer.
De verklaring van de naam is niet eenduidig, er zijn een aantal verklaringen in omloop:
- Stadatlas van Amsterdam: een vroege versie van de brug had de vorm van een halve maan, de brug is in deze versie dus tevens de naamgever van de straat;
- Sebas Baggelaar en Simon van Schaik: "de vorm van het halfront aan den Aemstel", waarop nu Hotel de l'Europe staat heeft de vorm van een halve maan;
- in de Halvemaansteeg was einde 19e begin 20e een slijterij, tapperij, waarbij op een raam boven de deur vermeld zou zijn Van ouds "De halve (maan)"[2]; hetgeen versterkt wordt door de tekening van Bep Bijtelaar.[3]

## Afbeeldingen

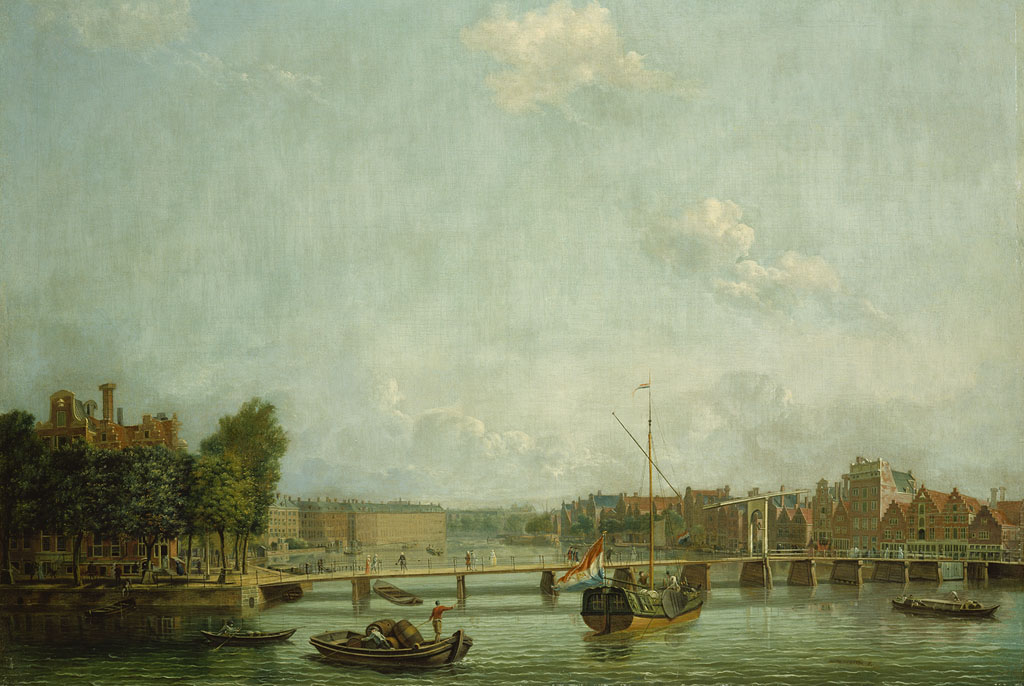
Zicht op de Halvermaansbrug door Hendrik Pothoven (1746-1750)
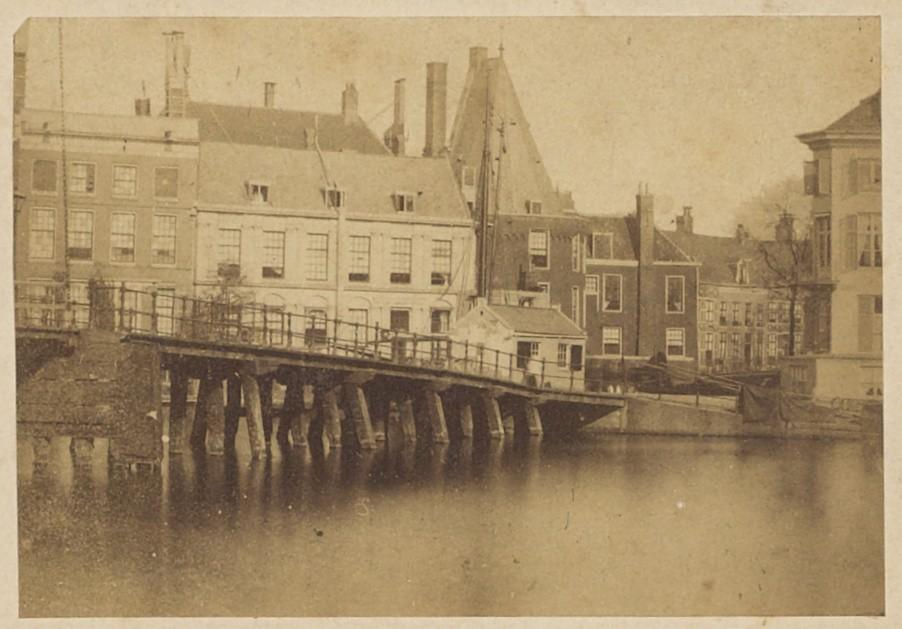
Pieter Oosterhuis met de brug in circa 1859
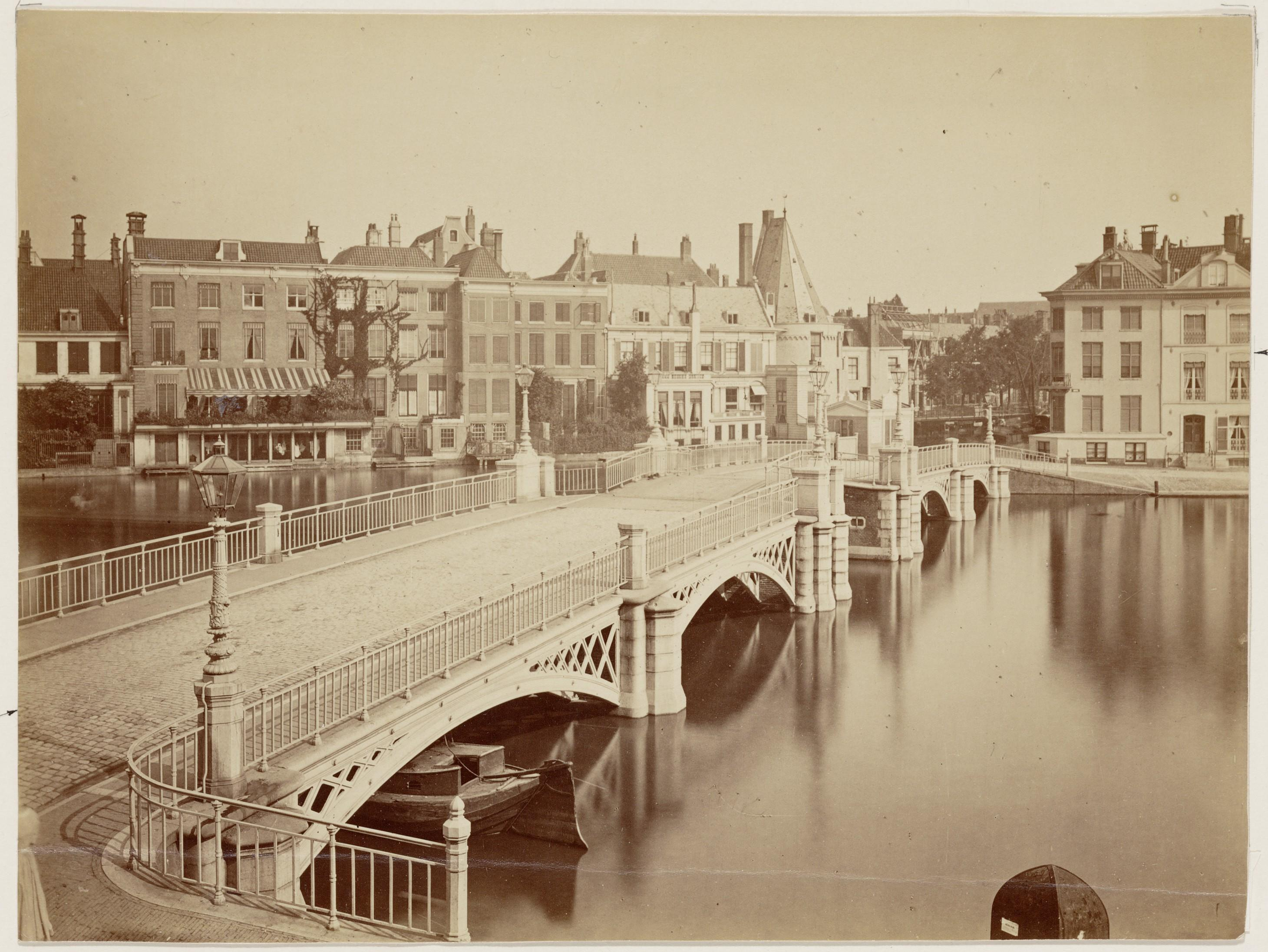
Pieter Oosterhuis in 1869
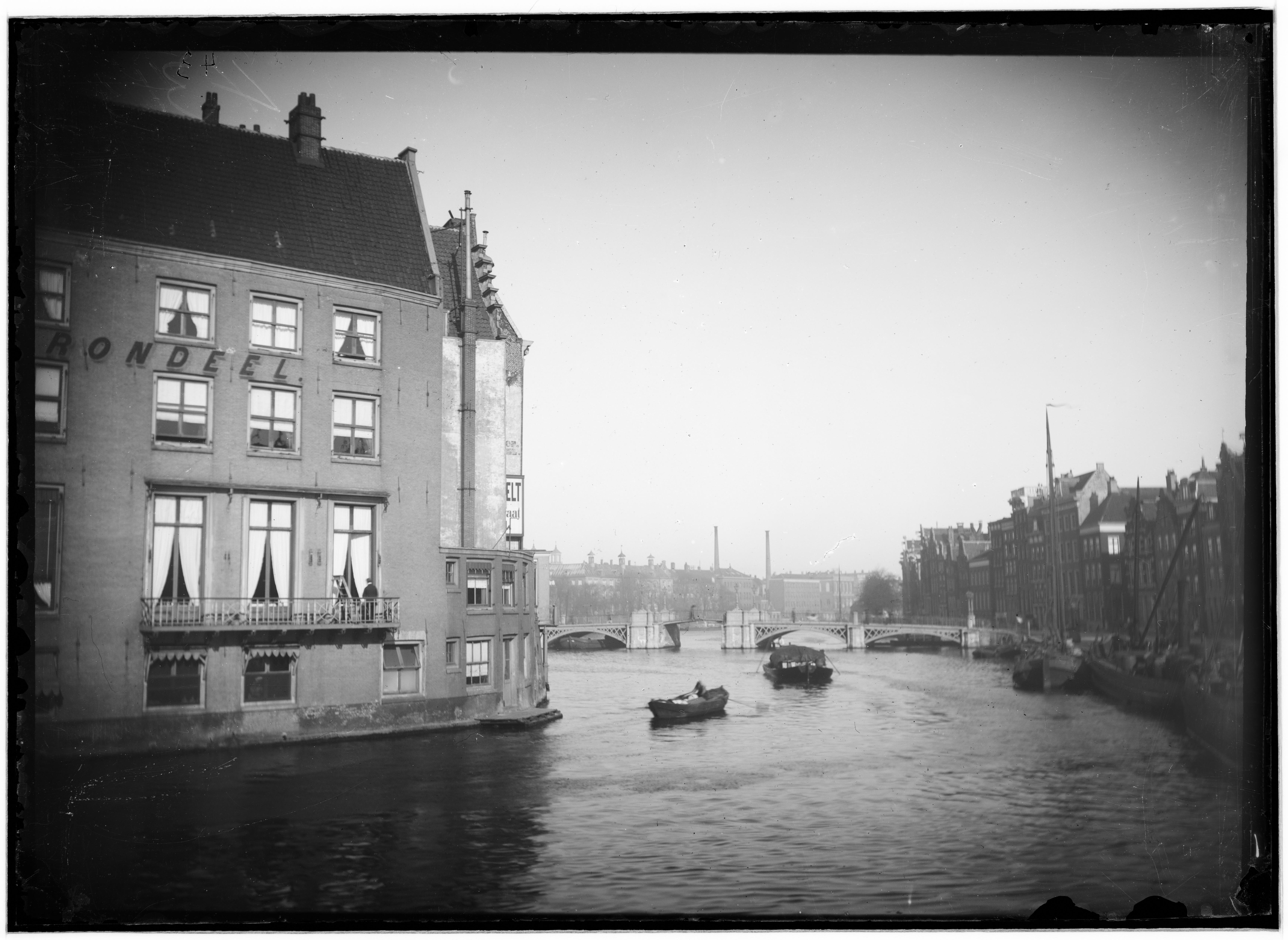
Hotel Rondeel met de brug van De Greef op de achtergrond (1885)
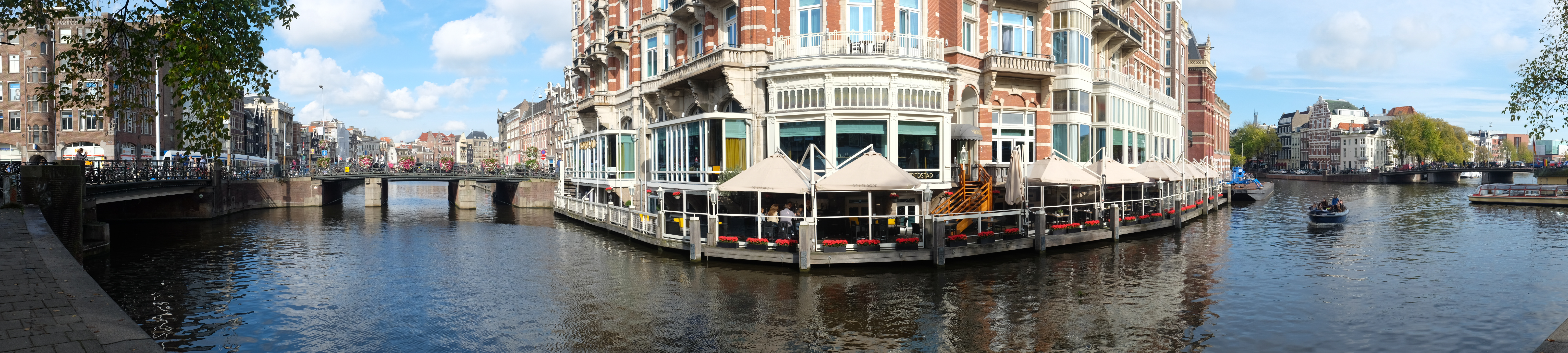
De Halvermaansbrug rechts (2014)
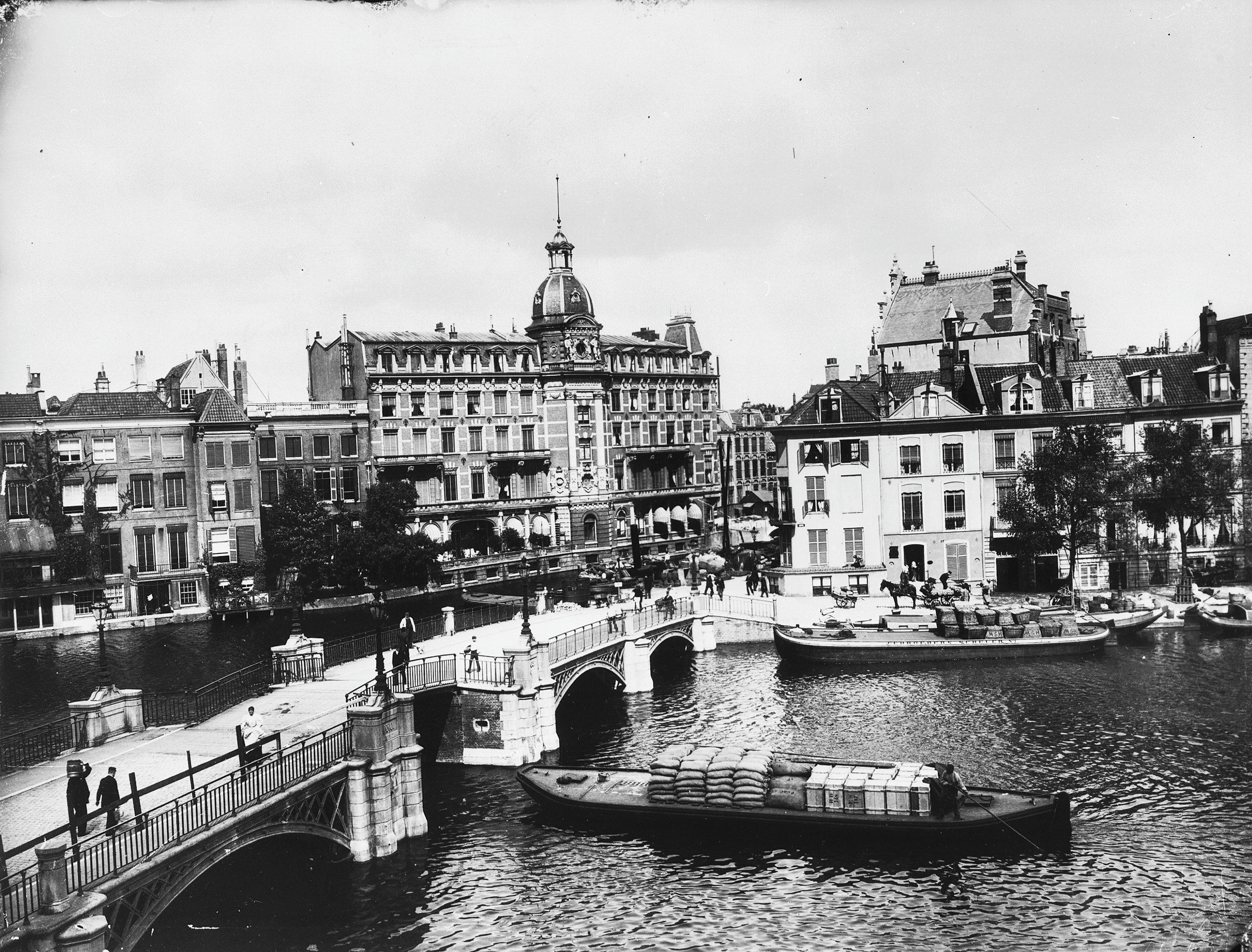
Halvemaansbrug met links de achterzijde van de huizen van de Nieuwe Doelenstraat; circa 1900.

<<< · 200 · 201 · 202 · 203 · 204 · 205 · 206 · 207 · 208 · 209 ·  210 · 211 · 212 · 213 · 214 · 215 · 216 · 217 · 218 · 220 · 221 · 222 · 223 · 224 · 225 · 226 · 227 · 228 · 228P · 229 · 230 · 231 · 232 · 233 · 234 · 235 · 236 · 237 · 238 · 239 ·  240 · 241 · 242 · 243 · 244 · 245 · 246 · 247 · 248 · 249 ·  250 · 251 · 252 · 253 · 254 · 255 · 256 · 257 · 258 · 259 · 260 · 261 · 262 · 263 · 264 · 265 · 266 · 267 · 270 · 271 · 272 · 273 · 274 · 275 · 277 · 278 · 279 · 280 · 281 · 283 · 285 · 286 · 287 · 288 · 289 · 290 · 291 · 292 · 293 · 295 · 296 · 297 · 298 · 299 · >>>
Brugnummers 219, 268, 269, 276, 282, 284, 294 zijn niet (meer) in omloop.